# Petrorossia tropicalis
Petrorossia tropicalis är en tvåvingeart som beskrevs av Mario Bezzi 1921. Petrorossia tropicalis ingår i släktet Petrorossia och familjen svävflugor. Inga underarter finns listade i Catalogue of Life.